# Pauline Phillips
Pour les articles homonymes, voir Phillips et Van Buren.
Pauline Esther « Popo » Phillips, également connue sous le nom d'Abigail Van Buren, est une journaliste, éditorialiste et animatrice d'émissions de radio américaine née Friedman le 4 juillet 1918 à Sioux City et morte le 16 janvier 2013 à Minneapolis.
Ancienne élève du Morningside College (en), elle a commencé sa chronique Dear Abby (en) en 1956. Au cours des décennies suivantes, celle-ci devient une chronique particulièrement suivie avec 1 400 journaux abonnés, soit 110 millions de lecteurs. De 1963 à 1975, Phillips anime également une émission quotidienne de Dear Abby à la radio CBS. L'émission obtient une étoile sur le Walk of Fame d'Hollywood.
Elle est la grand-mère de l'homme d'affaires et homme politique américain Dean Phillips (1969-).